# Высоково (Красносельский район)
Высоково — деревня в Красносельском районе Костромской области. Входит в состав Сидоровского сельского поселения.

## География
Находится в юго-западной части Костромской области в правобережной части района на расстоянии приблизительно 11 км на юго-восток по прямой от районного центра поселка Красное-на-Волге.

## История
Известна с 1872 года, когда здесь было учтено 17 дворов. 

## Население
Постоянное население составляло 108 человек (1872 год), 6 в 2002 году (русские 50 %, армяне 50%), 4 в 2022.